# McCartney (album)
McCartney là album solo đầu tay của Paul McCartney được phát hành vào tháng 4 năm 1970. Dù có sự tham gia hát bè của người vợ Linda, Paul thực tế là người duy nhất thực hiện và thu âm toàn bộ album. Với kỹ thuật hòa âm tối giản (thậm chí trong nhiều bài hát, còn chưa hoàn thiện), McCartney đã làm bật lên phong cách "quay-về-với-căn-nguyên" cùng được thể hiện trong album Let It Be của The Beatles. Album được chỉnh âm và tái phát hành vào ngày 13 tháng 6 năm 2011 và trở thành thành một phần trong tuyển tập Paul McCartney Archive Collection.

## Hoàn cảnh ra đời
McCartney được ra mắt cùng lúc và cạnh tranh trực tiếp với album của The Beatles, Let It Be. Ringo Starr, người đầu tiên trong nhóm sở hữu album solo, đã đề nghị Paul McCartney rời lại ngày phát hành album đầu tay. Paul sau này có bình luận: "Họ gửi Ringo tới nhà tôi ở Cavendish với thông điệp: "Chúng tôi muốn cậu lùi lại ngày phát hành, điều đó thật tốt cho cả nhóm.", hay đại loại mấy thứ nhảm nhí kiểu đó. Cậu ta như kiểu đến để chỉ bảo tôi, họ gửi anh ta tới, và tôi đã làm điều mà tôi chưa bao giờ làm: tôi đuổi anh ta về. Tôi cần phải làm vậy vì tôi muốn khẳng định mình, nếu không tôi sẽ chìm nghỉm. Tất cả những điều đó đều đã từng khiến tôi phải dày vò suy nghĩ." Trong buổi phỏng vấn tại chương trình Evening Standard vào ngày 2 tháng 4, Paul nói rằng "các thành viên của nhóm đã lần lượt hỏi những người còn lại về việc độc lập hoạt động mà không cần ý kiến của nhóm [..] Tôi đã có được sự đồng ý từ George [Harrison] về việc phát hành này." Khi Paul phát hiện ra qua cha vợ của mình, John Eastman, rằng Allen Klein thực tế đang cố gắng cản trở việc phát hành album để không phải đối đầu với Let It Be, Eastman đã tự thu xếp sao chép một bản sao của băng gốc và gửi nó tới Capitol Records nhằm đảm bảo Paul vẫn có thể phát hành được album của mình dù bất kể chuyện gì xảy ra bằng con đường thông qua nước Mỹ.
Ngày 10 tháng 4, Paul McCartney tổ chức buổi họp báo chính thức dưới dạng hỏi đáp trực tiếp tuyên bố rời khỏi The Beatles. Một vài bản nháp của album đã được gửi tới phóng viên vài ngày trước đó. Các câu hỏi được phép đề cập tới việc giải tán của ban nhạc cũng như tương lai của họ. Paul trả lời rằng anh chưa rõ việc tan rã này là tạm thời hay vĩnh viễn. Chỉ 1 ngày trước, Paul đã gọi điện cho John Lennon, người đang phải điều trị tâm lý vào lúc đó, rằng album mới của anh sẽ được phát hành, song lại không hề đề cập tới việc chia tay The Beatles. Lennon nhớ lại những gì McCartney nói: ""Giờ thì tôi đang làm những gì mà anh [và Ono] đã làm năm ngoái. Tôi biết rõ những gì anh đã làm, tất cả mấy thứ đó." Vậy nên tôi nói với cậu ta: "Chúc may mắn.""

## Thu âm
Quá trình thực hiện McCartney cũng được làm như với các sản phẩm khác của The Beatles. Album được thu trong khoảng thời gian từ tháng 11 năm 1969 tới tháng 3 năm 1970 ở London tại nhà riêng của Paul, Morgan Studios, rồi Abbey Road Studios (dưới tên ""Billy Martin"). McCartney đã tự chơi tất cả các nhạc cụ trong album. Paul cũng mang theo các nhạc cụ tới phòng thu, trong đó có cả chiếc máy thâu 4-băng Studer. Anh tiến hành thu thử ca khúc "The Lovely Linda" – câu trả lời của anh với những ca khúc của Lennon viết về tình yêu của anh với Ono – để kiểm tra khả năng vận hành của toàn bộ ê-kíp trước khi sang năm mới. Hài lòng với kết quả, Paul tiếp tục sáng tác, sử dụng thêm nhạc cụ và ghi đè các phần hát của mình. Tới tháng 3 năm 1970, khi mà Phil Spector vẫn còn đang loay hoay chỉnh âm với Let It Be, McCartney đã được hoàn thiện. Ca khúc nổi tiếng nhất từ album chính là "Maybe I'm Amazed" – một bản tình ca tuyệt đẹp mà Paul viết cho người vợ Linda. Anh nói rằng chính Linda là nguồn động viên và cổ vũ tinh thần giúp anh thực hiện album, đưa anh thoát khỏi sự ghẻ lạnh từ các Beatle khác. Paul nói: "Có thể John đã đúng. Có thể The Beatles chỉ là thứ vứt đi. Tốt hơn cả là tôi nên có và hoàn thành album này càng sớm càng tốt."

## Phát hành và đánh giá của công chúng
| Đánh giá chuyên môn              | Đánh giá chuyên môn |
| Nguồn đánh giá                   | Nguồn đánh giá      |
| Nguồn                            | Đánh giá            |
| -------------------------------- | ------------------- |
| Allmusic                         | [ 12 ]              |
| Robert Christgau                 | B+                  |
| Rolling Stone                    | (tích cực)          |
| The Rolling Stone Album Guide    | [ 15 ]              |
| Pitchfork Media (ấn bản tái bản) | (7.9/10)            |
| MusicHound                       | [ 17 ]              |

McCartney được phát hành vào ngày 17 tháng 4 năm 1970 tại Anh, và ngày 20 tháng 4 tại Mỹ. Album đạt vị trí cao nhất là số 2 và ở đó 3 tuần, đứng sau duy nhất album bán chạy nhất của thập kỷ 1970, Bridge Over Troubled Water của Simon & Garfunkel. Ngay ngày phát hành, chủ tịch của Associated Television, Lee Grade, đã gọi album là "vô cùng xuất sắc". Ở Mỹ, tới ngày 15 tháng 5, album đã bán được 1 triệu bản, và tới ngày 23 album vươn lên đứng đầu tại đây với chứng chỉ 2x Bạch kim.
Album được đánh giá chủ yếu ở tính "tại gia" cũng như "dở dang" của các ca khúc. Tạp chí Melody Maker bình luận "Với album này, vai trò của George Martin (nhà sản xuất của The Beatles) lại càng trở nên rõ ràng quan trọng" và nhận xét rằng các ca khúc ngoại trừ "Maybe I'm Amazed" nhìn chung là "nhàm chán". Không lâu sau khi album phát hành, George Harrison cho rằng ca khúc trên và "That Would Be Something" là những bài "hay" song phần còn lại "chẳng tạo nên điều gì với tôi". Harrison cho rằng khác với anh, có lẽ Lennon, Starr hay McCartney đang tự "cô lập" chính mình với các nghệ sĩ khác "Người duy nhất mà anh ấy nói chuyện rằng đó là một ca khúc tốt hay dở lại chính là Linda". Lennon trong buổi phỏng vấn với tổng biên tập tờ Rolling Stone, Jann Wenner, nhấn mạnh rằng Paul vốn là một người hướng tới sự cầu toàn trong phòng thu, và vì thế anh cảm thấy bất ngờ với chất lượng kém của album này. Lennon cũng từ đó so sánh một cách tiêu cực McCartney với album solo đầu tay của anh, John Lennon/Plastic Ono Band.
Sau khi được tái bản và trở thành một phần của Paul McCartney Archive Collection, album đã quay trở lại các bảng xếp hạng tại Anh, Hà Lan, Pháp và Nhật Bản.

## Danh sách ca khúc
Tất cả các ca khúc được viết bởi Paul McCartney.
| Mặt A | Mặt A                     | Mặt A      |
| STT   | Nhan đề                   | Thời lượng |
| ----- | ------------------------- | ---------- |
| 1.    | "The Lovely Linda"        | 0:45       |
| 2.    | "That Would Be Something" | 2:41       |
| 3.    | "Valentine Day"           | 1:43       |
| 4.    | "Every Night"             | 2:35       |
| 5.    | "Hot as Sun/Glasses"      | 2:09       |
| 6.    | "Junk"                    | 1:56       |
| 7.    | "Man We Was Lonely"       | 3:00       |

| Mặt B | Mặt B                | Mặt B      |
| STT   | Nhan đề              | Thời lượng |
| ----- | -------------------- | ---------- |
| 1.    | "Oo You"             | 2:50       |
| 2.    | "Momma Miss America" | 4:07       |
| 3.    | "Teddy Boy"          | 2:24       |
| 4.    | "Singalong Junk"     | 1:56       |
| 5.    | "Maybe I'm Amazed"   | 3:52       |
| 6.    | "Kreen-Akrore"       | 4:15       |

### Bản chỉnh âm năm 2011
McCartney và McCartney II được tái bản vào ngày 13 tháng 6 năm 2011 ở Anh bởi Hear Music/Concord Music Group (sau đó ngày 14 tại Mỹ) và trở thành một phần trong tuyển tập The Paul McCartney Archive Collection.
Bản tái bản được phát hành dưới nhiều ấn bản khác nhau:
- Ấn bản phổ thông: 1 CD với 13 ca khúc gốc.
- Ấn bản đặc biệt: 2 CD với 13 ca khúc gốc ở CD 1 cùng 7 bài bonus ở CD 2.
- Ấn bản Deluxe: 2 CD/ 1 DVD với CD 13 ca khúc gốc, CD các bài bonus cùng với cuốn sách 128 trang bao gồm các bức ảnh chưa từng công bố kèm với các dòng phụ chú.
- Đĩa than chỉnh âm: 2 LP theo ấn bản đặc biệt kèm với đường dẫn tải các bài hát.

Đĩa 1 – Album gốc
Toàn bộ 13 ca khúc nằm trong album gốc.
Đĩa 2 – Bonus track
Tất cả các ca khúc đều chưa từng được phát hành.
1. "Suicide" (bản nháp) (vốn được nghe ở đoạn cuối của "Hot as Sun/Glasses") – 2:48
2. "Maybe I'm Amazed" (nằm trong video "One Hand Clapping" năm 1974) – 4:53
3. "Every Night" (trình diễn tại Glasgow, 17 tháng 12 năm 1979) – 4:30
4. "Hot as Sun" (trình diễn tại Glasgow, 17 tháng 12 năm 1979) – 2:27
5. "Maybe I'm Amazed" (trình diễn tại Glasgow, 17 tháng 12 năm 1979) – 5:11
6. "Don't Cry Baby" (bản không lời của "Oo You") – 3:07
7. "Women Kind" (Demo) (Mono) – 2:09

DVD
1. "The Album Story"
2. "The Beach"
3. "Maybe I'm Amazed" (video)
4. "Suicide" (nằm trong video "One Hand Clapping" năm 1974)
5. "Every Night" (trình diễn tại Concert for the People of Kampuchea, 29 tháng 12 năm 1979)
6. "Hot as Sun" (trình diễn tại Concert for the People of Kampuchea, 29 tháng 12 năm 1979)
7. "Junk" (MTV Unplugged, 25 tháng 1 năm 1991)
8. "That Would Be Something" (MTV Unplugged, 25 tháng 1 năm 1991)

## Thành phần tham gia sản xuất
- Paul McCartney – hát chính, bass, trống, guitar acoustic và guitar điện, piano, mellotron, organ, xylophone[19].
- Linda McCartney – hát bè và hát nền.

## Xếp hạng và chứng chỉ
| Bảng xếp hạng (1970–71)                   | Vị trí cao nhất |
| ----------------------------------------- | --------------- |
| Australian Kent Music Report              | 3               |
| Dutch Mega Albums Top 10                  | 3               |
| French SNEP Album chart                   | 4               |
| German Media Control Charts               | 15              |
| Japanese Oricon Weekly LP Chart (Top 100) | 13              |
| New Zealand Albums Chart                  | 2               |
| Norwegian VG-lista Albums Chart (Top 20)  | 2               |
| UK Albums Chart (Top 60)                  | 2               |
| US Top Pop Albums                         | 1               |

| Bảng xếp hạng (1970)    | Vị trí |
| ----------------------- | ------ |
| Australian Albums Chart | 17     |
| UK Albums Chart         | 10     |
| US Billboard Year-End   | 25     |

| Bảng xếp hạng (2011)               | Vị trí cao nhất |
| ---------------------------------- | --------------- |
| US Top Pop Catalog Albums          | 7               |
| Japanese Oricon Weekly Chart       | 27              |
| Spanish Albums Chart               | 74              |
| Dutch Mega Albums Top 100          | 85              |
| UK Albums Chart                    | 88              |
| French SNEP Albums Chart (Top 200) | 91              |

| Quốc gia | Đơn vị | Chứng nhận doanh số đĩa thu âm | Chứng chỉ           |
| -------- | ------ | ------------------------------ | ------------------- |
| Mỹ       | RIAA   | 2x Bạch kim                    | 3 tháng 12 năm 1991 |